# 田中佐季
田中 佐季（たなか さき、1988年〈昭和63年〉4月15日 - ）は、日本の女優。大阪府出身。バイツ所属。

## 出演

### 映画
- グッドストライプス（2015年5月30日、監督：岨手由貴子）
- トイレのピエタ（2015年6月6日、監督：松永大司）
- 東京の日（2015年10月31日、監督：池田千尋）
- 湯を沸かすほどの熱い愛（2016年10月29日、監督：中野量太）
- After Hours（2016年、監督：小林達夫）
- 22年目の告白 -私が殺人犯です-（2017年6月10日、監督：入江悠）
- リベンジGirl（2017年12月23日、監督：三木康一郎）
- からっぽの横（2018年、監督：川上知来）
- The Outsider アウトサイダー（2018年3月9日、監督：Martin Pieter Zandvliet）
- 夜のそと（2019年、監督：中川奈月）主演
- GHOSTING（2019年、監督：洞内広樹）
- AI崩壊（2020年1月31日、入江悠）
- Someone（2020年、河股藍）主演
- ジャパニーズ・スタイル（2022年、監督：アベラヒデノブ）[2]
- あの人だけの名前（2023年、監督：三ツ橋勇二）主演
- 猟果（2023年、監督：池本陽海）
- 僕らの千年と君が死ぬまでの30日間（2023年、監督：菊池建雄）
- BAD LANDSバッド・ランズ（2023年、監督：原田眞人）
- 熱のあとに（2024年、監督：山本英）
- 街に溶ける（2025年、監督：小宮山菜子）
- 恐怖のタネ（2025年、監督：川村真優香）
- 死に者狂い（2025年、監督：三重野広帆）

### ドラマ
- 潤一（2019年、KTV）第6話
- VerlfieR-立証者-（2019年、RakutenTV）全3話
- 今際の国のアリス（2020年、Netflix）第8話
- ネメシス（2021年、NTV）第3話
- メンタル強め美女白川さん（2022年、TXドラマParavi）全12話
- モダンラブ・東京～さまざまな愛の形～（2022年、Amazon Originalドラマ）全7話
- 祈りのカルテ（2022年、NTV）第3話
- 愛人転生（2024年、MBS）第３話
- 嘘解きレトリック（2024年、CX）第１話
- ガンニバルシーズン２（2025年、Disney+）第6話

### CM
- アルフレッサ「アルフレッサ/作文篇」（2016年）
- 江崎グリコ「Bifix 1000/軽やかおなか篇」（2016年）
- マースジャパン「Kal Kan/そで猫篇」（2016年）
- POLA「POLAリクルート/これからだ、私。篇」（2016年）
- リクルート「HOT PEPPER Beauty/さっきで今だよ篇」（2016年）
- 湘南ゼミナール「湘南ゼミナール/ゴール・女子高生篇」（2017年）
- 花王「花王エッセンシャルシャンプー/ディズニー映画『美女と野獣』タイアップTVCM」（2017年）
- AUTOBACS「オートバックス/空気圧篇」（2017年）
- NOVARESE「ノバレーゼ/爆走篇」（2017年）
- KFC「ケンタッキー/秘伝のコンビパック・がまんできない篇」（2017年）
- 大王製紙「GOO.N/グ～ンでおでかけ大成功！・パンツ篇」（2017年）
- The Pokemon Company「ポケモン/POKEMON RESCUE」（2017年）
- アスザックフーズ「ザク切りいちご・まるごとベリーベリー/牛乳ラブストーリー篇」（2018年）
- 森永製菓「ウィダーinゼリー・ビタミン/食事のバランス篇」（2018年）
- 花王「エマール/洗った方が高見え！篇」（2018年）
- プレゼントキャスト「Tver/見逃し探偵TVer予告編・第１話」（2019年）
- 森永乳業「マウントレーニア/ほどいて、すすめ。篇」（2020年）
- P＆G「アリエール・ダニよけプラス/ダニ対策本部篇」（2020年）
- McDonald's「ハッピーセット/くまのがっこう（みんなで作ろう）篇」（2021年）
- 濵田酒造「隠し蔵/ひとときの隠れ家・夫婦篇」（2021年）
- 大日本除虫菊 金鳥の渦巻 太巻「いいもん」篇（2021年）（藤江琢磨と共演[3]）
- 全国生協連「都道府県民共済/雨宿り篇」（2021年）
- elleair「エリエールティシュー/TOUCH篇」（2021年）
- FUJIFILM「冨士フイルム・“intax”チェキ/クリスマスプレゼント2021篇」（2021年）
- ミドリ安全「ミドリ安全/フラットメットキッズ・解決！ミドリちゃん防災篇」（2022年）
- P＆G「トイレのファブリーズ/家族の思いもよらぬ行動篇」（2022年）
- SUNTORY「あしたを想うオールフリー/誰さん？篇」（2023年）
- Ateam LifeDesign「ナビクル/誘導太郎篇、検索篇、買う・売る分ける篇」（2023年）
- 講談社「月間少年シリウス/シリウスコミックスの異世界篇」（2023年）
- CDEnergyDirect「CDエナジー/人生の節目篇・引っ越し篇」（2024年）
- 伊藤ハム「アルトバイエルン/ウィンナージェントルマン篇」（2024年）
- THERMOS「サーモス/ブランドCM・第二ラウンド篇」（2024年）
- RAKUS「ラクス・楽楽勤怠/勤怠管理３大あるある篇」（2025年）

### MV
- 「C'est La Vie.Ob-La-Da」 Artist:One Day Diary/Dir:岨手由貴子（2011年）
- 「The Recipe Song」 Artist:milk /Dir:川嶋大輔・岨手由貴子（2012年）

### その他
- 「PlayStation/PlayStation Now（PSN）」（2015年）
- 「WAKUWAKU/恋愛にも保険を 女性被害者（男性被害者）篇」（2016年）
- 「エプソン/Wristable GPS J350/300」（2017年）
- 「au HOME/しゃべる猫篇」（2018年）
- 「SMCC・タダチャン！ワンフレーズシアター/ドクター清原篇」（2019年）
- 「日清食品・日清焼そばU.F.O.油そば/日清ハイスクール藤篇」（2019年）
- 「リアップX5プラスネオ/声（洗面所・風呂場）篇」（2020年）
- 「ココネット/ハーティストストーリー・第１話」（2020年）
- 「Hulu/あなたの時間にハマる。Hulu」（2022年）
- 「ロート製薬・リッチバリア/脱・いつものハンドクリーム」（2022年）